# کوشکک (میان‌جلگه)
کوشکک، روستایی در دهستان عشق‌آباد بخش مرکزی شهرستان میان‌جلگه در استان خراسان رضوی ایران است.

## جمعیت
بر پایه سرشماری عمومی نفوس و مسکن در سال ۱۳۹۵، جمعیت این روستا برابر با ۲۷۷ نفر (۸۵ خانوار) بوده است.